# Sienna Miller
Sienna Rose Miller (Nova York, 28 de desembre de 1981) és una actriu, model i dissenyadora de moda estatunidenca-britànica, més coneguda per les seves actuacions en pel·lícules com a Factory Girl al costat de Guy Pearce, Stardust al costat de Robert De Niro, i Interview al costat de Steve Buscemi.

## Biografia
Miller va néixer a la ciutat de Nova York, el 28 de desembre de 1981, i de nena es va mudar a Anglaterra amb la seva família, on va assistir a Heathfield school a Ascot, Berkshire. Després va estudiar durant un any a l'institut Lee Strasberg a Nova York.
El seu pare, Edwin Miller, és comerciant d'art xinès. La seva mare, Josephine "Jo" Miller, que és sud-africana de sang anglesa, va assistir a l'acadèmia d'art de Lee Strasberg de Londres i va ser secretària de David Bowie.
Els seus pares es van separar quan ella tenia sis anys; el seu pare es va casar amb Kelly Hoppen, una dissenyadora d'interiors anglesa, amb la qual romandria durant 15 anys abans de divorciar-se. Després es tornaria a casar per quarta vegada.
Miller té una germana, Savannah, que és dissenyadora de moda, dues germanastres, Charles i Stephen, i una ex germanastra, Natasha Corrett (filla de Hoppen).

## Carrera

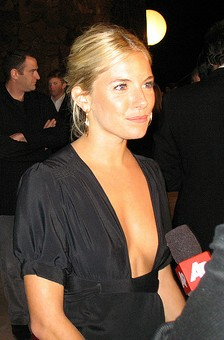
Sienna Miller

### Model
Anteriorment a la seva carrera com a actriu, Sienna treballar com a model. Signatura contractes amb Tandy Anderson, i model per a marques importants com Coca-Cola, la revista Vogue, la companyia Prada, i el Calendari Pirelli de 2003. Va firmar un contracte de dos anys amb Pepe Jeans de Londres.
El 2006 va posar per a la revista Vanity Fair a topless i fumant un cigarret.
El 2004 i 2006 va aparèixer a la tapa de la revista British Vogue, i el 2007 en la d'US Vogue.

### Actriu
En els seus inicis com a actriu, Sienna va treballar en diverses pel·lícules importants com The Striker, Independence i Cigarettes & Xocolata del director guanyador de l'Oscar, Anthony Minghella.
L'any 2001 va fer el seu debut a South Kensington, al costat de Rupert Everett i Elle Macpherson. Després va tenir papers secundaris en la remake Alfie protagonitzada per Jude Law, i Layer Cake al costat de Daniel Craig.
El 2005 va tenir un paper protagonista al costat de Heath Ledger a Casanova. Va ser una de les seves pel·lícules més famoses i en part gràcies a ella la seva carrera no va parar de tenir més i més èxit. Un any després va protagonitzar Factory Girl, un film controvertit amb el qual va rebre crítiques positives per encarnar l'actriu Edie Sedgwick. En el film també van treballar Guy Pearce, Hayden Christensen, Jimmy Fallon, Mary Elizabeth Winstead, Peter Barnes, Illeana Douglas, Mary-Kate Olsen, i els músics Brian Bell i Patrick Wilson.
El 2007 va tornar a ser protagonista, en Interview dirigida per Steve Buscemi. La seva actuació li va valer una nominació com a millor actriu en els Premis Independent Spirit d'aquest any. També va formar part del repartiment de Stardust, un film de fantasia èpica amb Michelle Pfeiffer i Robert De Niro.

## Vida personal
La relació de Sienna amb Jude Law va ser sovint objecte d'entreteniment per a la premsa. En el Nadal de 2004, es van comprometre. No obstant això, el 18 de juliol de 2005, Law es va disculpar públicament amb Sienna per tenir una aventura amorosa amb Daisy Wright, la mainadera dels seus fills amb la seva ex dona (l'actriu anglesa Sadie Frost). Al mateix temps, es rumorejava que Sienna estava tenint una relació amb l'amic de Law, el també actor Daniel Craig. Tot i els intents per salvar la relació, Sienna i Jude Law es van separar, després van tornar a principis de 2009, i es tornarien a separar definitivament el 2011.
Sienna dona suport a Breast Cancer Haven, un centre d'ajuda contra el càncer que ofereix un programa d'ajuda gratuït, informació i teràpies complementàries per a qualsevol afectat per la malaltia. També és ambaixadora de Starlight Children's Foundation, una fundació internacional per l'ajuda de nens malalts i les seves famílies, amb viatges i estades a hospitals de tot el món.
Durant la seva estada a Pittsburgh, Pennsilvània, mentre treballava a The Mysteries of Pittsburgh, va fer comentaris despectius sobre la ciutat, referint-se a Pittsburgh com "Shitsburgh" ("Merdasburgh"), en una entrevista per a la revista Rolling Stone l'octubre de 2006. Després es disculparà, esmentant que el seu pare va créixer a l'oest de Pennsilvània a només 85 milles de Pittsburgh.

## Premis
L'octubre de 2007, va ser premiada amb un EMA Futures Award per ajudar a incrementar la consciència en la població sobre el problema de l'escalfament global, i el novembre del mateix any va ser nominada per als Premis Independent Spirit com a millor actriu protagonista per la seva actuació a Interview. També ha estat nominada per a unPremi Empire el 2005 pel seu paper a Alfie.

## Filmografia
- G.I. Joe: Rise of Cobra (2009)
- The Edge of Love (2008)
- Hippie Hippie Shake (2008)

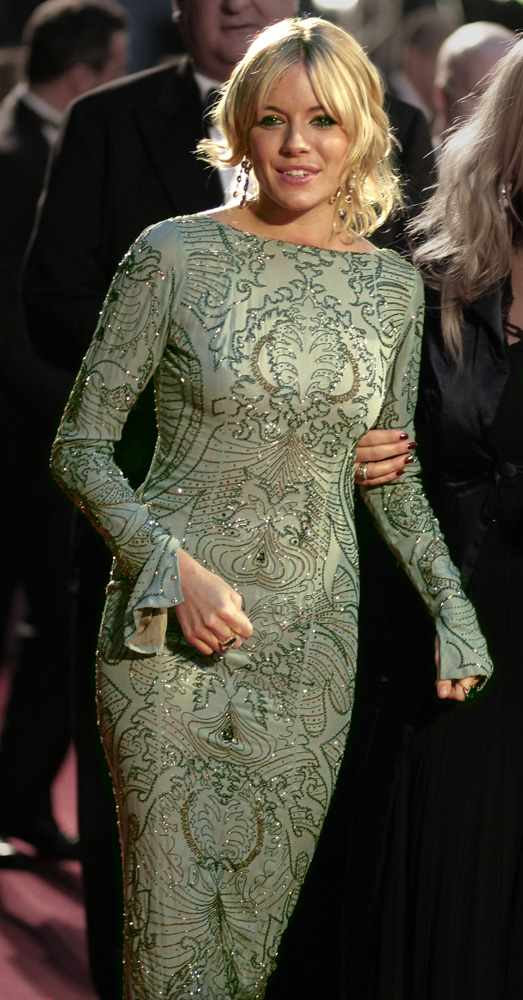
Sienna Miller als premis BAFTA (2007).

- The Mysteries of Pittsburgh (2008)
- Stardust (2007)
- Camille (2007)
- Interview (2007)
- Factory Girl (2006)
- Casanova (2005)
- Alfie (2004)
- Layer Cake (2004)
- The Ride (2002)
- High Speed (2002)
- South Kensington (2001)
- The Lost City of Z (2016)